# Le Pendu (téléfilm)
Pour les articles homonymes, voir Pendu.

Le Pendu est un téléfilm français réalisé par Claire Devers, diffusé le 9 novembre 2007 sur Arte.

## Fiche technique
- Réalisateur : Claire Devers
- Scénario : Claire Devers et Jean-Louis Benoît, adapté d'une nouvelle d'Henry James
- Photographie : Thomas Hardmeier
- Musique : Jérôme Charles
- Son : Amaury De Nexon, Thomas Desjonqueres et François Groult
- Montage : Yann Coquart
- Décors : Sébastian Birchler
- Date de diffusion : 9 novembre 2007 sur Arte
- Genre : Film dramatique
- Durée : 92 minutes.

## Distribution
- Dominique Blanc : Alma
- Dominique Reymond : Suzanne
- Denis Podalydès : Legoff
- Éric Ruf : Gustave
- Aymen Saïdi : Luan
- Jean-Paul Bonnaire : le jardinier
- Jean-Noël Brouté : le notaire
- Emeline Bayart : la femme du notaire
- Jean-Claude Bolle-Reddat : le maire
- Marianne Corre : la dame de la conserverie